# Nagelmodellage

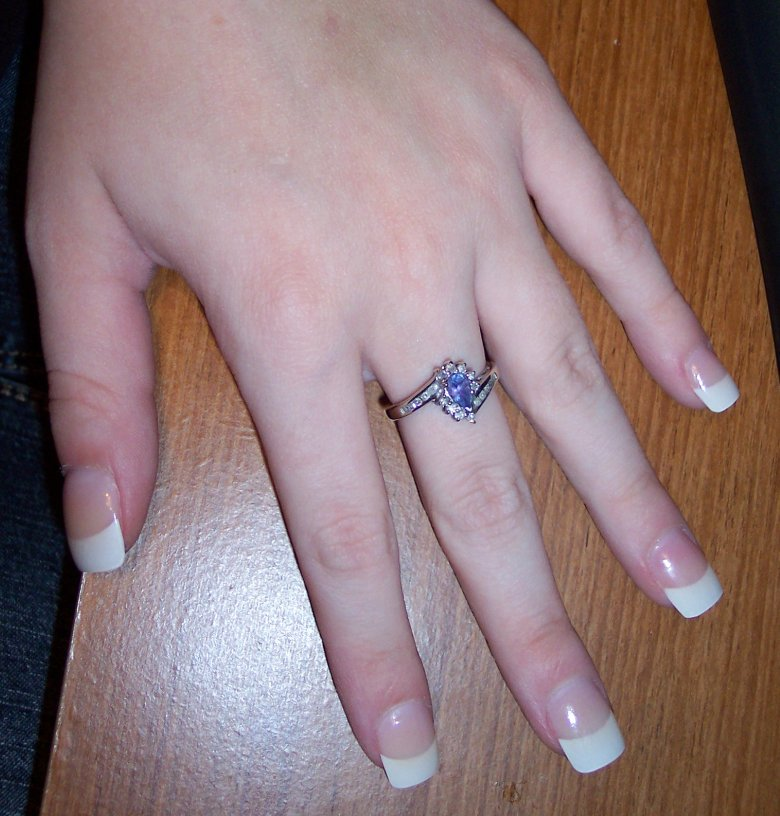
Modellierte Nägel in French Manicure

Nagelmodellage ist die künstliche Verlängerung und Verstärkung der menschlichen Finger- und Fußnägel mit Hilfe von gel- oder pastenartigen, aushärtenden Kunststoffen (z. B. Acryl, Fiberglas oder Kunstharz).

## Geschichte
Bereits während der Ming-Dynastie haben adelige Frauen in China lange Fingernägel als Statussymbol getragen, um zu verdeutlichen, dass sie keine manuellen Arbeiten auszuführen hatten. Im Griechenland des frühen 19. Jahrhunderts haben viele Damen der Oberschicht leere Pistazienschalen auf den Fingernägeln getragen, was zur langsamen Verbreitung künstlich modifizierter Nägel in Europa beitrug. Der erste Einsatz von Acryl in der Nagelmodellage geht auf den Chemiker Fred Slack zurück, der aufgrund seiner Arbeit als Entwickler zahnmedizinischer Produkte einen verletzten Fingernagel mit zahnmedizinischem Kunststoff versorgte und wegen des guten Ergebnisses diesen Gedanken weiterverfolgte.

## Verfahren
Es wird zwischen der Verwendung von Nagelspitzen (Tips) und Modellage mit Schablone unterschieden. Zuerst werden dem Kunden unabhängig von dem eingesetzten Verfahren die Hände und Nägel desinfiziert. Die Nägel werden entfettet, die Nagelhaut wie bei einer Maniküre zurückgeschoben und mit einem Buffer oder Schleifblock, Dehydrator (bestehend aus Isopropanol und Aceton) und zusätzlich oft mit Haftvermittler für die Modellage vorbereitet.

### Verlängerung durch Tips
Bei der Verwendung von Nagelspitzen (Tips) werden diese mit Nagelkleber angeklebt, auf die gewünschte Länge gekürzt und geformt. Anschließend wird der Nagel mittels Primer entfettet, damit die Verbindung des Modellagekunststoffs (auch Modellagegel) mit dem Naturnagel gewährleistet wird. Um die Festigkeit zu erhöhen und eine glatte, lackierbare Oberfläche zu bekommen, wird der eigene Nagel und die Nagelspitze mit Modellagekunststoff überzogen. Nach der Aushärtung wird die Schwitzschicht mittels Desinfektionsmittel entfernt. Die Oberfläche wird per Handfeile oder elektrischem Fräser in Form gefeilt, geglättet und zum Abschluss entweder poliert oder eine UV-härtende Versiegelung aufgebracht. Vorteile dieser Methode sind, dass sie zunächst leichter zu erlernen ist und es für bestimmte Zwecke bereits vordesignte Tips gibt wie z. B. Frenchtips (weiße Spitzen) oder bemusterte Tips, die nur noch angepasst und gekürzt werden müssen.

### Verlängerung durch Schablone
Bei der Modellage mit Schablone klebt der Nageldesigner eine Schablone bündig unter den Naturnagel, um darauf die Verlängerung an den Nagel zu modellieren. Auf die Schablone wird das entsprechend gewählte Material aufgetragen. Die Schablone wird nach der Aushärtung abgezogen und der modellierte Nagel wie bei der Verwendung mit Tips mit einem Fräser oder per Handfeile geglättet und mit Gel oder durch polieren versiegelt. Die Vorteile dieser Methode sind die natürlichere Optik, das für den Kunden weniger vorhandene Fremdkörpergefühl, die für geübte Nageldesigner zeitliche Ersparnis, flexiblere Gestaltungsmöglichkeiten in der Form wie beispielsweise Stilettos, Edge-Nails, Pipes, Fringe-Nails oder alle New-Style-Formen sowie mögliche Kontaktallergien durch Nagelkleber zu vermeiden, der sich außerdem mit der Zeit lösen könnte.
Die Verwendung einer unter den Nagel zu klebenden Schablone geht auf Thomas S. Slack zurück.

### Naturnagelverstärkung
Bei der Naturnagelverstärkung wird nur der eigene, natürlich gewachsene Nagel mit einer Schicht Modellagekunststoff überzogen, um ihn zu schützen.

### Auffüllen/„Refill“
Nach zwei bis vier Wochen muss der herausgewachsene Teil des Nagels aufgrund der verschobenen Statik, des sogenannten Stresspunktes und des unschönen Ansatzes aufgefüllt werden. Dazu wird der verlängerte Nagel für eine gleichbleibende Länge entsprechend gekürzt, der Übergang zum herausgewachsenen Naturnagel geglättet und mit dem entsprechenden Kunststoff neu überzogen und in Form gefeilt.
Auffüllen bzw. Refill wird in der Umgangssprache als Nachfüllung bezeichnet. Bei der Nachfüllung ist es wichtig, beschädigte Stellen zu sanieren und alle sichtbaren Luftblasen zu entfernen. Vor dem Auftragen des Gels/Acryls wird ein Entfettungsmittel, der sogenannte Primer, aufgetragen, da dieser entscheidend für die Bindung des Gels/Acryls mit dem Naturnagel ist.

### „Refresh“
Wird nach ein bis zwei Wochen nur die Oberfläche mattiert, eventuell das Design geändert und neu versiegelt, so wird dies als Refresh bezeichnet.

## Verarbeitung und Materialien

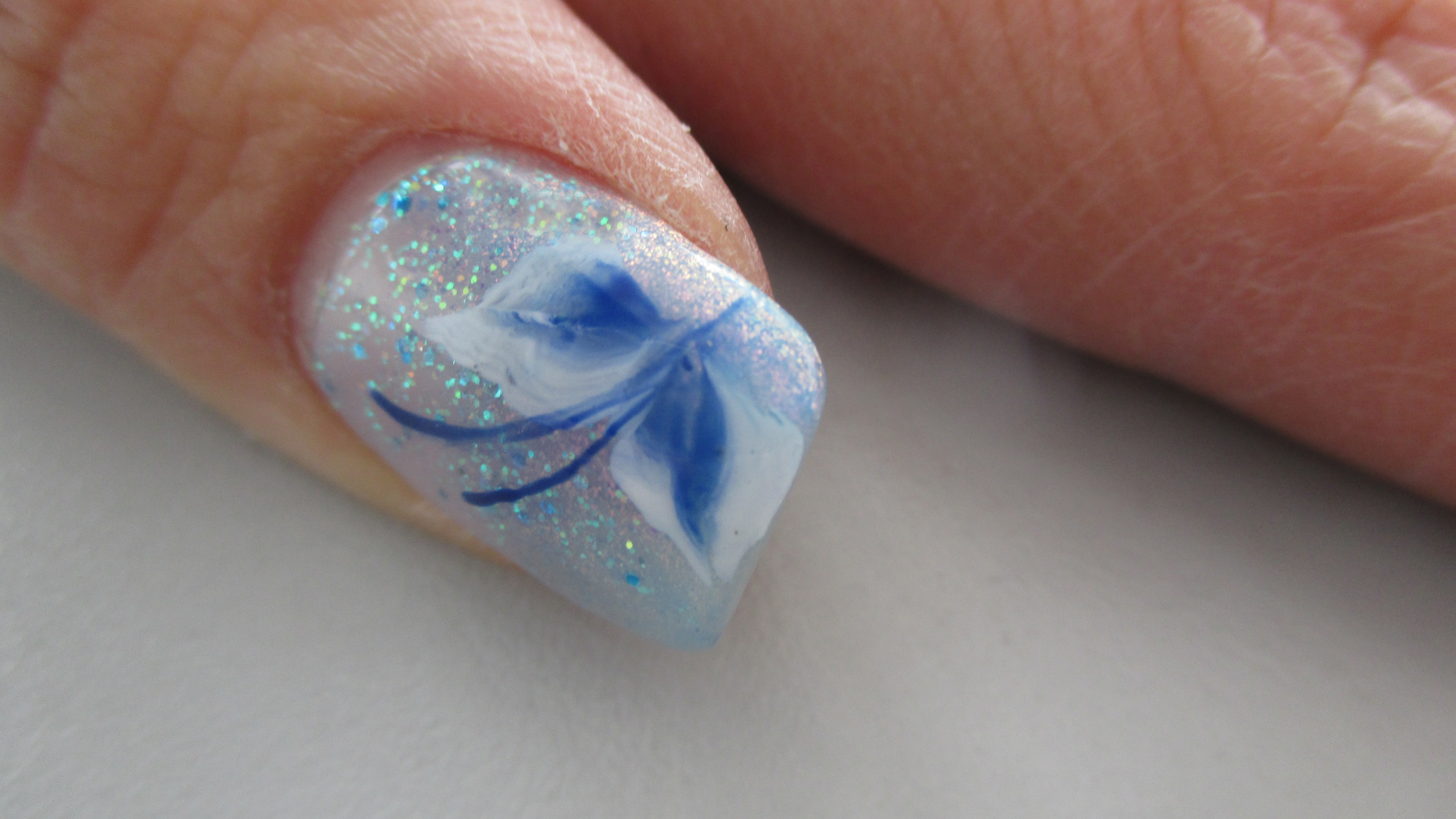
Gestalteter Daumennagel

Das Material, aus dem die künstlichen Nägel bestehen, ist Acryl, das sich je nach Zusammensetzung in der Verarbeitung, Empfindlichkeit gegenüber Lösungsmitteln und vor allem in der Aushärtung unterschiedlich verhält. Dennoch wird nur eine Art umgangssprachlich als „Acrylnagel“ bezeichnet.

### Acryl
Sogenannte „Acrylnägel“ werden mithilfe eines Zweikomponentenacryls, einer Flüssigkeit (Liquid) und einem sehr feinen Acrylpulver, aufgebaut.
Dieses System ist die älteste Methode. Es härtet nach dem Mischen der Komponenten selbständig aus, wobei es auch UV-härtende Acrylsysteme gibt. Das Material zeichnet sich durch seine große Härte aus, das es möglich macht, den gesamten Nagel sehr dünn und präzise zu verarbeiten, und kann in der Regel bei allen Arten von Naturnägeln angewandt werden. Acrylnägel können mit einem Lösungsmittel (meistens Aceton) einfach und schnell entfernt werden. Eine alternative Methode zur Entfernung von Acrylnägeln sind Nagelfräser. Werden die Nägel lackiert, muss acetonfreier Nagellackentferner verwendet werden, da ansonsten beim Ablacken die Nägel angelöst werden. Die Methode gilt unter Nageldesignern als Königsdisziplin, da sie verglichen mit dem Gelsystem schwerer zu erlernen ist, weil es aufgrund der eigenständigen Aushärtung schneller verarbeitet werden muss, um für die Modellage nicht bereits zu fest oder im Pinsel ausgehärtet zu sein. Es ist für besonders ausgefallene Designs wie 3-D-Blumen sehr gut geeignet und wird aus diesem Grund bei Meisterschaften häufig verwendet.
Das Acryl-System wird auch Zweikomponenten-System oder Pulver-Flüssigkeitssystem genannt. Es sollte jedoch trotz des missverständlichen Namens nicht mit dem nachfolgend beschriebenen Gel-System verwechselt werden. Das tatsächliche Pulvergelsystem wird in Deutschland nicht angewendet, da das Verfahren in der Handhabung sehr unpraktisch ist und keine besonderen Vorteile bietet. Hierfür wird in ganz dünnen Schichten nacheinander immer wieder flüssiger Kunststoff auf den Nagel aufgetragen und mit einem Pulver bestreut.

### Gel
Als Gelnägel werden Nägel bezeichnet, die mit der Gel-Technik verarbeitet werden.
Das Gel besteht aus einem UV-reaktiven modellierfähigen Kunststoff, welcher unter UV-Licht aushärtet. Aufgrund der vergleichsweise einfachen Handhabe ist es in Deutschland die weitest verbreitete Methode der Verstärkung und Verlängerung. Der Nageldesigner besitzt dazu ein eigenes Härtungsgerät, in das der Kunde seine Hände mit den zuvor mit Gel modellierten Nägeln legt. Das Gel härtet darin in wenigen Minuten unter Wärmeentwicklung aus. Da es sich beim Gel um ein vergleichsweise weiches Material handelt, ist es in der Regel eher für weiche Naturnägel geeignet.
In das flüssige Gel können bunte Gele und sonstige Verzierungen wie Kristallsteinchen, Trockenblumen und Einlegemotive eingearbeitet werden, da das Modelliergel bis zum Einlegen in das Härtungsgerät längere Zeit verarbeitbar bleibt. Die meisten Gele sind beständig gegenüber Lösungsmitteln und müssen zur Entfernung gefräst werden; es gibt aber auch Varianten (Soak-Off-Gele), die trotz der UV-Härtung wie Acryl entfernt werden können.

### Fiberglas
Heute kaum noch üblich ist das Fiberglassystem, bei dem mittels eines Resinklebers Textilstreifen, meistens Glasfaser oder Seide, in mehreren Schichten aufgebracht und versiegelt werden. Diese Methode wird aber manchmal noch gebraucht, um eingerissene Naturnägel zu reparieren und ihnen die nötige Stabilität zu verleihen. Es gibt auch UV-Gele mit integrierten Glasfaserpartikeln, die sogenannten Fiberglasgele, die sehr oft als eigenständige Aufbaugele genutzt werden und gegenüber den normalen UV-Gelen eine höhere Stabilität und Haltbarkeit aufweisen.

## „Nail-Art“

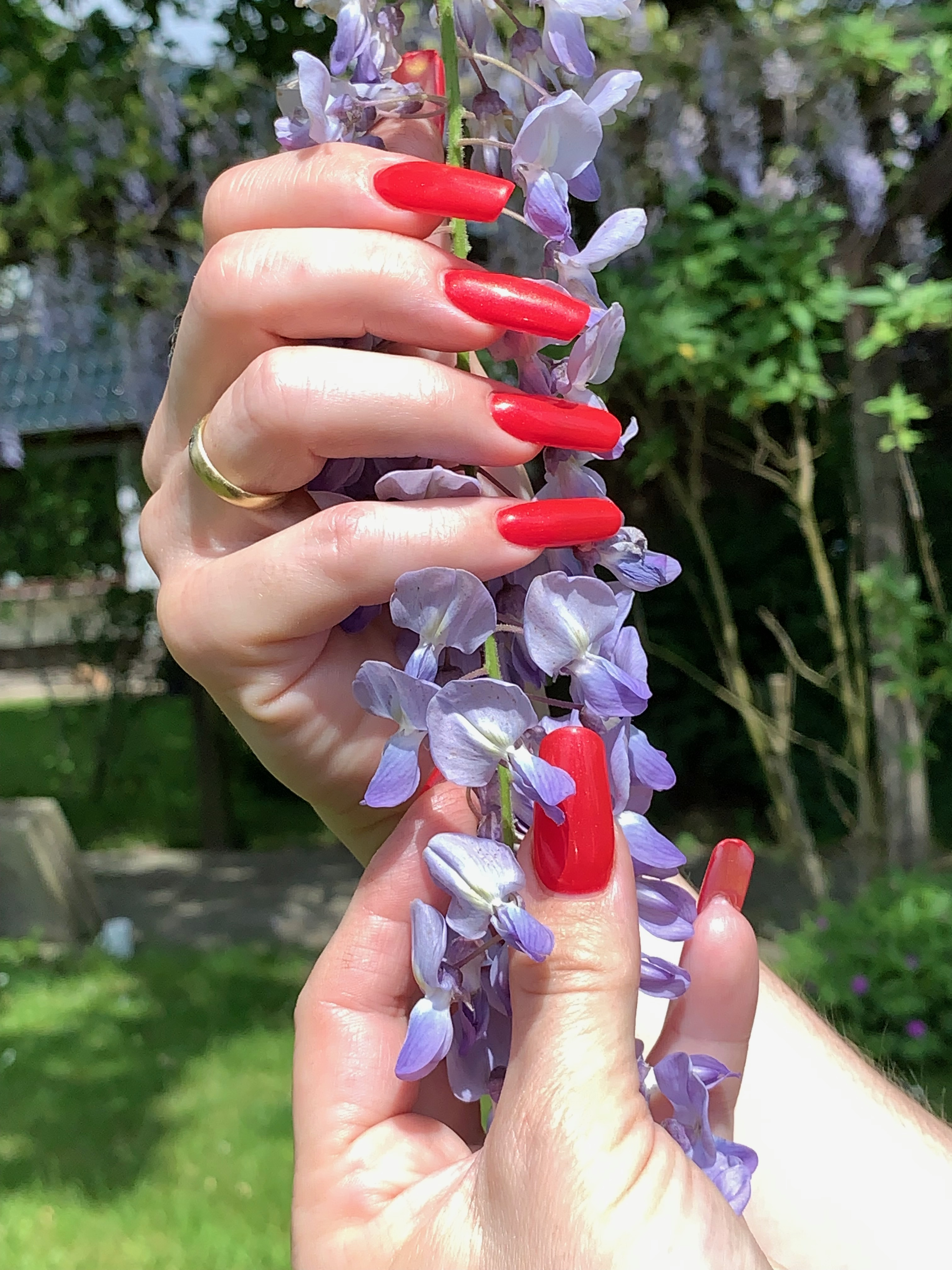
Gelnägel mit Permanent Nail Polish

Die Verzierung des fertigen Nagels nennt man Nailart (für dt. „Nagelkunst“). Die schlichteste Variante ist der Frenchlook, bei dem die Nagelspitze aus natur- bis strahlend weißem, der Rest aus transparentem oder leicht milchigem Material gearbeitet wird. Ebenfalls oft verwendet wird farbiger Acryl-Überlack, der aufgrund seiner Härte mehrere Wochen glänzend bleibt und als Permanent Nail Polish (PNP) bezeichnet wird. Als sogenanntes „Thermogel“ ändert der Überlack seine Farbe je nach Temperatur. Jedoch gibt es für die Kreativität der Designer und den Kunden kaum Grenzen, die Nägel können beklebt, mit einem Airbrushmotiv versehen, mit Farben und Glitter verziert und in viele extravagante Formen gebracht werden. Nageldesigner können einen Kunstnagel aber auch so aussehen lassen, als wäre er ein völlig natürlicher Nagel. Aus diesem Grund tragen auch zunehmend mehr Männer Kunstnägel, die Fingernagelkauer sind, um so gepflegte Hände zu haben.

## Entfernung
Die Modellage wird entweder durch Einweichen in Aceton oder durch Abschleifen entfernt. Nach dem Entfernen einer Modellage ist der Naturnagel darunter dünn und weich, weil das Keratin der Nagelplatte keinen Kontakt mit der Luft hatte, um auszuhärten, außerdem wurde der Nagel vor der Modellage angeraut, was ohnehin dünne Nägel schwächen kann. Nachdem die Modellage durch Schleifen entfernt wurde, ist der Nagel noch einige Monate lang besonders anfällig für Keimbesiedlung. Nach drei bis vier Monaten hat der Nagel seinen Zustand wie vor der Modellage wieder vollständig erreicht.

## Gefahren

### Infektion
Bei einer hygienisch nicht einwandfreien Bearbeitung des Nagels ist es möglich, sich mit einem Nagelpilz oder einer anderen Nagelerkrankung zu infizieren. Auch ein zu starkes Feilen des Nagels bis in das Nagelbett erhöht das Risiko einer Infektion. 

### Allergie
Die Materialien (v. a. Hydrochinon) zur Nagelmodellage können Allergien auslösen, die sich als Hautausschlag oder Schwellung an Gesicht und Händen zeigen. Bis in die 1970er Jahre hinein wurden diese primär durch Methylmethacrylat hervorgerufen, welches seitdem durch andere Methacrylate ersetzt wurde.
Die bei der Befestigung der Nägel eingesetzten Methacrylate und Acrylmonomere können eine Kontaktallergie wie zum Beispiel eine Acrylat-Kontaktallergie auslösen und mit Missempfindungen wie Kribbeln und Taubheitsgefühl einhergehen.

### Verletzung des Naturnagels
Ein für Nagelverlängerung geeignetes Material sollte eine gewisse Härte aufweisen, um einen lange anhaltenden optisch attraktiven Eindruck zu erzielen, dabei aber gleichzeitig bei gefährlicher Überlastung brechen, bevor der Naturnagel abgerissen wird. Da sich diese beiden Anforderungen widersprechen, wird üblicherweise ein Kompromiss gewählt, bei dem durch Modellierung des Nagels in einer geeigneten Materialstärke dieser bei Überlastung an der Fingerkuppe bricht. Allerdings ist es nicht vermeidbar, dass bei ungünstigem Winkel im Extremfall der Nagel abgehebelt und dadurch die Nagelplatte geschädigt wird. Dies kann in der Folge dazu führen, dass das Wachstum des Nagels beeinträchtigt wird (welliges Nachwachsen etc.). Deshalb sollten ungeübte Träger einer Nagelmodellage mit einer moderaten Verlängerung beginnen.

### Risiken in der Patientenversorgung
Künstliche Nägel sind stärker mit Bakterien und Pilzen besiedelt als natürliche Fingernägel. Das führte Untersuchungen zufolge zu nosokomialen Infektionen bei abwehrgeschwächten Menschen und Infektionen bei Operationswunden. Außerdem können Einmalhandschuhe durch künstliche Fingernägel eher reißen. 
Daher sollte Personal, das in Bereichen arbeitet, in denen die Regeln der Händehygiene eingehalten werden müssen (z. B. Lebensmittelverarbeitung, Krankenversorgung), von künstlichen Fingernägeln Abstand nehmen. Bei diesen Tätigkeiten ist das Tragen von künstlichen Nägeln durch die betrieblichen Hygienestandards untersagt. Diese Standards beruhen in Deutschland in der Regel auf den entsprechenden Empfehlungen der Kommission für Krankenhaushygiene und Infektionsprävention (KRINKO). So wird in der vom Robert Koch-Institut herausgegebenen KRINKO-Empfehlung Händehygiene in Einrichtungen des Gesundheitswesens für nicht zulässig erklärt, dass Personen, die Patienten behandeln oder pflegen, Nagellack benutzen oder künstliche und gegelte Fingernägel tragen.